# مرشن
شهر مرشن (به فرانسوی: Marchin) در شهرستان اویی  در استان لیئژ  در منطقه فدرال والوون در کشور بلژیک واقع شده‌است.